# Estany de Mascarida
L'Estany de Mascarida és un llac d'origen glaciar del municipi de la Guingueta d'Àneu, al Pallars Sobirà. Es troba en la capçalera del torrent de Mascarida, al nord-oest de Tavascan. Estan situats entre el Pic de la Coma del Forn, al nord-est i el Campirme, al sud. Es troben sota la protecció del Parc Natural de l'Alt Pirineu.
És a 2.319 m d'altitud. Té una superficie de 2,04 ha. Rep les aigües de l'estany del Diable i dels Estanys de Mascarida de Dalt. En les seves aigües es pot trobar el tritó pirinenc que és una espècie endèmica del Pirineu.
L'abocament de les aigües de l'estany de Mascarida forma el Torrent de Mascarida. Conflueix amb el torrent de Mascaró a prop de l'Estació d'esquí de Tavascan i desaigua al riu de Tavascan per la dreta sota les Bordes de Quanca.

## Accés
La forma més fàcil d'arribar-hi és des del refugi de la Pleta del Prat. Des d'aquí cal anar a buscar el torrent de la Mascarida i remuntar-lo sempre tenint-lo a l'esquerre. S'acaba arribant a l'estany de Mascarida i al petit estany del Diable, que és troba en un extrem de Mascarida. S'ha de agafar un altre camí de 15-20 minuts que puja fins als estanys de Mascarida de Dalt. La ruta està perfectament indicada amb marques grogues i fites.